# Japanse schar
De Japanse schar (Limanda aspera) is een straalvinnige vis uit de familie van schollen (Pleuronectidae) en behoort derhalve tot de orde van platvissen (Pleuronectiformes). De vis kan maximaal 47 cm lang en 425 gram zwaar worden. De hoogst geregistreerde leeftijd 26 jaar.

## Leefomgeving
Limanda aspera is een zoutwatervis. De vis prefereert een gematigd klimaat en leeft hoofdzakelijk in de Grote Oceaan. De diepteverspreiding is 0 tot 700 m onder het wateroppervlak.

## Relatie tot de mens
Limanda aspera is voor de visserij van groot commercieel belang. In de hengelsport wordt er weinig op de vis gejaagd.